# Park Rzeczny im. Włodzimierza Tetmajera
Park Rzeczny im. Włodzimierza Tetmajera – park miejski w Krakowie, znajdujący się w dzielnicy VI Bronowice na Bronowicach Małych przy granicy miasta z Rząską. Położony jest przy ulicy Włodzimierza Tetmajera na obszarze o łącznej powierzchni 13,13 ha.

## Historia
Koncepcje realizacji parku w rejonie ulicy Tetmajera zaznaczały się w miejskiej debacie publicznej co najmniej od połowy lat 10. XXI wieku. Postulat, by tereny pozostające w znacznej części zaniedbanym nieużytkiem usytuowane w zachodniej części Bronowic Małych przekształcić w park miejski, wysunięty został w 2015 roku przez przedstawicieli Towarzystwa Przyjaciół Bronowic i radnych dzielnicy VI Bronowice. Inicjatywa zyskała poparcie rady dzielnicy wyrażone stosowną uchwałą. Autorzy koncepcji uzasadniali ją szczególnymi walorami przyrodniczymi, krajobrazowymi i historycznymi obszaru postulowanego parku, uzasadniającymi konieczność ochrony rzeczonego terenu przed jego ewentualną zabudową budownictwem kubaturowym. Koncepcja założenia w tym miejscu parku miejskiego o rozbudowanej infrastrukturze spacerowo-rekreacyjnej zyskała również aprobatę kierownictwa Zarządu Zieleni Miejskiej. 
Koncepcję przestrzenną przyszłego parku zaprezentowano trzy lata później, 8 września 2018 roku, w ramach święta ulicy Tetmajera. Zakładała ona utrzymanie planowanego parku w formie obszaru o charakterze leśnym, co wiązało się z ograniczoną liczbą elementów małej architektury, jakie znaleźć miałyby się w parkowym krajobrazie. Głównym elementem planowanego parku według koncepcji miał być staw wraz ze strefą rekreacyjną w jego sąsiedztwie. Dotychczas zbiornik wodny przy ulicy Tetmajera pozostawał publicznie niedostępny ze względu na jego dzierżawę przez Polski Związek Wędkarski. Projekt parku sporządziła pracownia Vogt Studio we współpracy z pracownią projektową Perspektywa.
We wstępnym etapie planowania realizacji parku zakładano, że projekt koncepcyjny parku będzie ukończony w październiku 2018 roku, projekt budowlany wraz z procedurami uzyskiwania wszelkich pozwoleń sfinalizowane zostaną w 2019 roku, a prace budowlane zaczną się w roku 2020. Ostatecznie jednak przetarg na wykonanie robót w terenie ogłoszony został we wrześniu 2022 roku. Wartość inwestycji szacowano na około 6 mln złotych, z czego 5 mln pochodzić miało z Rządowego Funduszu Polski Ład, a 1 mln ze środków własnych gminy. Do przetargu zgłosiło się trzech oferentów. Wyłoniona została najtańsza oferta złożona przez spółkę Flora Sp. z.o.o. Teren został przekazany wykonawcy z początkiem roku 2023. Realizacja została ujęta jako jeden z elementów obchodów Roku Włodzimierza Tetmajera, którym ustanowiony został rok 2023 uchwałą Senatu Rzeczypospolitej Polskiej, inicjatorem której było Muzeum Historyczne Miasta Krakowa. Prace budowlane trwały około półtora roku. Wiosną 2024 roku większość zadań już była wykonana, a infrastruktura parkowa udostępniona publicznie. Oficjalne otwarcie parku odbyło się 22 czerwca 2024 roku. Uroczystość powiązana została z piknikiem „Sobótka Bronowicka” o szerokim programie kulturalnym inspirowanym ludową obrzędowością w stylu młodopolskim.

## Kompozycja i infrastruktura
Układ parku zaprojektowany został z uwzględnieniem zarówno przyrodniczych właściwości terenu parku oraz jego otoczenia, jak również aspektów kulturowych okolicy. Znalazło się bowiem w jego infrastrukturze wiele motywów nawiązujących do tradycji bronowickich zabudowań. Elementem leśnego placu zabaw stały się drewniane domki imitujące bronowickie chaty. Ich otoczenie obsadzono roślinami kwitnącymi, w szczególności malwami, piwoniami i rudbekiami, będącymi niegdyś powszechną roślinnością w bronowickich obejściach. Elementem ozdobnym w otoczeniu domków są ponadto wygrodzenia – niskie płotki o drewnianych sztachetach w kolorze białym, zdobione wzorami w kolorze niebieskim, nawiązujące do tradycyjnej sztuki ludowej. Motywy te stanowią odniesienie do twórczości patrona parku, Włodzimierza Tetmajera, często nawiązującej do tematyki wiejskiej, powszechnie także obecnej w szerszym kontekście tradycji Młodej Polski. W infrastrukturze leśnego placu zabaw znalazły się ponadto tor przeszkód wykonany z bali, drewniane huśtawki w kształcie zwierząt leśnych oraz zbudowane również z elementów drewnianych równoważnia i stoliki z siedziskami. 
W parku utworzono także drugi plac zabaw, wyposażony również w drewniane przeważnie elementy infrastruktury, i siłownię zewnętrzną. Wprowadzono ponadto liczne elementy małej architektury, m.in.: ławki, kosze na śmieci, hamaki, stoliki do gier, stojaki rowerowe, tablice informacyjne i pergole. Nad stawem zbudowane zostały pomosty, a w jego pobliżu pawilon mieszczący sanitariat i pomieszczenia gospodarcze. W sąsiedztwie stawu założono również ogród sensoryczny. Alejki na terenie parku wyposażono w nawierzchnie o różnym charakterze, w zależności od uwarunkowań na danym obszarze, m.in.: mineralno-kompozytowe, z tłucznia, z płyt kamiennych, z płyt piaskowca, ze zrębków drewnianych, z kory, z plastrów drewna oraz z kostki betonowej. Część alejek, zwłaszcza w części leśnej, wytyczono śladem dotychczas istniejących przedeptów. W trakcie prac nad zagospodarowaniem terenu parku nasadzono ogółem na jego obszarze blisko 5,5 tys. roślin.

## Galeria

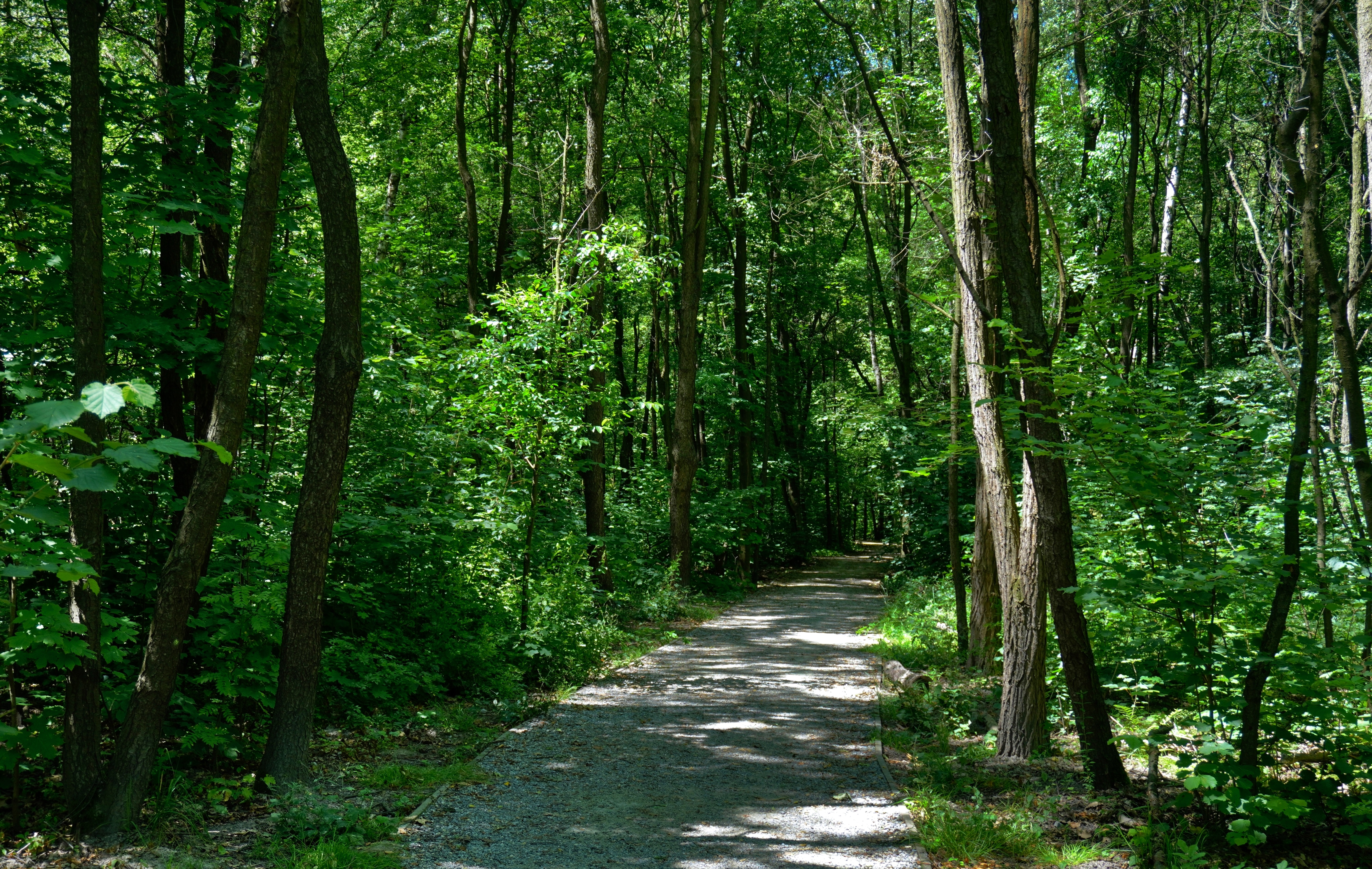
Ogólny widok, aleja w parku